# Acanthopseudomonocelis mirabilis
Acanthopseudomonocelis mirabilis är en plattmaskart som beskrevs av Curini-Galletti och Cannon 1995. Acanthopseudomonocelis mirabilis ingår i släktet Acanthopseudomonocelis och familjen Monocelididae. Inga underarter finns listade i Catalogue of Life.